# Multicheck
Die Multicheck AG ist ein Schweizer Personaldienstleistungsunternehmen mit Hauptsitz in Bern. Das Unternehmen ist in den Geschäftsbereichen Personalauswahl, Personalentwicklung und persönliche Standortbestimmung tätig. Bei den Eignungsanalysen für angehende Berufslernende gehört die Multicheck AG in der Schweiz mit jährlich über 30’000 Durchführungen zu den führenden Anbietern. Unternehmen wie Coop, Migros, Credit Suisse, UBS, Schweizerische Post und viele andere Klein-, Mittel- und Grossunternehmen verlangen von Lehrstellenbewerbern die Eignungsanalyse Multicheck Junior als festen Bestandteil eines Bewerbungsdossiers. Neben der Schweiz ist die Multicheck AG auch in Deutschland und Österreich aktiv.

## Multicheck Junior
Die Produktgruppe Multicheck Junior richtet sich an Jugendliche und junge Erwachsene, die eine Berufsausbildung oder ein Duales Studium beginnen wollen.

### Eignungsanalyse
Die Multicheck Junior Eignungsanalyse ist eine berufsbezogene Eignungsabklärung für Lehrstellensuchende. Aufgrund der Anforderungen verschiedener Berufslehren werden sowohl die schulischen Leistungen wie auch das intellektuelle Potenzial der Jugendlichen beurteilt, um Berufsbildnern einen Leistungsvergleich ihrer Bewerber zu ermöglichen. Die sieben Gebiete der Eignungsanalysen sind:
- Kaufmann (Wirtschaft und Verwaltung)
- Technisch (Elektronik, Mechanik, Logistik)
- Detailhandel (Dienstleistung und Service)
- ICT (Informatik und Mediamatik)
- Beauty (Körperpflege und Kosmetik)
- Gesundheit (Grundbildung)
- Attest (EBA)

Inhalt: Grundfähigkeiten (Sprachen und Mathematik nach dem Lehrplan Ende der 8. Klasse), berufsbezogenes Grundlagenwissen, Potenzial (Merkfähigkeit, Logik, Konzentration, Wahrnehmung usw.)
Durchführung: Nach einer Kontrolle der Personalien absolvieren die Kandidaten die Eignungsanalyse unter Aufsicht in einer standardisierten Testumgebung in einem von über 30 Multicheck Testcenter in der ganzen Schweiz oder beim entsprechenden Lehrbetrieb. Die Aufsichtspersonen stehen auch für Fragen zur Verfügung. Der Test dauert zwischen zwei bis maximal vier Stunden. Die Kandidaten lösen den Test am Computer. Das Verfahren für die Berufsfelder Kaufmann und Technisch umfasst zusätzlich noch einen Papierteil. Jedes Aufgabengebiet wird durch ein Übungsbeispiel (mit Lösung) eingeführt, um sicherzustellen, dass die zu lösenden Aufgaben verstanden werden.
- Attestausbildungen in den Berufsfeldern Gewerbe sowie Detailhandel und Service (EBA)

Neben den Eignungsanalysen für Abschlüsse mit Eidgenössischem Fähigkeitszeugnis (EFZ) wird auch eine Abklärung für Abschlüsse mit Eidgenössischem Berufsattest (EBA) angeboten. Die Abklärung ist für die Berufsgruppen Gewerbe sowie Detailhandel und Service möglich. Anschliessend an die Attestausbildung besteht die Möglichkeit, einen Beruf mit EFZ Abschluss zu erlernen.
Inhalt: Grundfähigkeiten (Deutsch und Grundlagen Rechnen), Potenzial (Konzentration, praktisches und logisches Denken)
Durchführung: Der Test dauert rund 90 Minuten und wird in einer standardisierten Testumgebung unter Aufsicht am Computer durchgeführt. Die verschiedenen Bereiche werden nacheinander geprüft. Jedes Aufgabengebiet wird durch ein Übungsbeispiel (mit Lösung) eingeführt, um sicherzustellen, dass die zu lösenden Aufgaben verstanden werden.

## Multicheck Professional
Die Produktgruppe Multicheck Professional richtet sich an Berufstätige oder Fachkräfte, die erste Berufserfahrungen gesammelt haben und eine Weiterbildung anstreben oder die nach einer langjährigen Tätigkeit eine neue Herausforderung suchen.

### Kompetenzanalyse
Die Multicheck Professional Kompetenzanalyse ist ein onlinebasiertes Abklärungsinstrument für die berufsspezifische Eignung von angehenden oder erfahrenen Fachkräften. Ziel ist es, ein möglichst umfassendes Bild der Fach-, Methoden-, Sozial- und Personalen Kompetenzen einer Person aufzuzeigen und dieses mit den Anforderungen des Arbeitgebers oder der Weiterbildung abzugleichen.
Die Kompetenzanalyse ist modular aufgebaut und kann zu massgeschneiderten Paketen zusammengestellt werden. Es werden folgende Module angeboten:
Berufliche Eignung (2,5 Std.)
- Grundfähigkeiten (Mathematik und Sprachkompetenz mit frei wählbaren Sprachen)
- Berufsspezifische Fähigkeiten (Praxisnahe Aufgaben aus dem jeweiligen Berufsfeld)
- Potenzial (Logisches Denken, Merkfähigkeit, Konzentration, Wahrnehmung, Vernetztes Denken, Umgang mit komplexen Situationen)

Folgende Berufsfelder sind zurzeit verfügbar: Technologie (Informatik, Elektronik oder Mechanik), Wirtschaft und Verwaltung, Gesundheit (HF).
Durchführung: Dieses Modul wird in einem Multicheck Testcenter oder online beim entsprechenden Arbeitgeber durchgeführt. Es sind sowohl Einzel- als auch Gruppenabklärungen möglich.
Persönlichkeit (0,75 Std.)
- Lern-/Leistungsmotivation und Sozialkompetenz

Durchführung: Die Multicheck Persönlichkeitsanalyse kann mittels eines Logins online durchgeführt werden – ohne Zeitdruck. Da es sich um eine Selbsteinschätzung handelt, ist keine standardisierte Testumgebung nötig. Dieses Modul kann natürlich auch in einem Multicheck Testcenter durchgeführt werden.
Auswertung: Die Kandidaten erhalten innerhalb von 5 bis 7 Arbeitstagen das Zertifikat zusammen mit der schriftlichen Rechnung zugesandt. Arbeitgeber, welche die Kompetenzanalyse in ihren Personalauswahl- und/oder Personalentwicklungsprozess integriert haben, können die Ergebnisse unmittelbar nach der Durchführung abrufen. Die Ergebnisse werden in Form von einfach lesbaren Grafiken auf wenigen Seiten präsentiert und durch eine Interpretationshilfe ergänzt. Die Darstellung ermöglicht eine schnelle und präzise Beurteilung der erzielten Ergebnisse, wobei es den Personalverantwortlichen freisteht, die Teilergebnisse unterschiedlich zu gewichten. Damit können auch spezielle Anforderungen berücksichtigt werden.

### Analyse Managementfähigkeit
Die Kompetenzanalyse ist modular aufgebaut und kann zu massgeschneiderten Paketen zusammengestellt werden. Es werden folgende Module angeboten:
Managementfähigkeiten (2,5 Std.)
- Betriebswirtschaftliches Grundwissen (Unternehmensführung, Marketing, Finanz&Controlling, Organisation, Prozess- und

Projektmanagement, Human Resource Management, EDV und IT, Recht)
- Volkswirtschaftliches Grundwissen (Wirtschaftskreislauf, Markt, Wirtschaftliche Leistungsmessung, Konjunkturphänomen, Geld- und

Fiskalpolitik, Strukturwandel, Internationalisierung und Globalisierung)
Berufliche Eignung (2,5 Std.)
- Grundfähigkeiten (Mathematik und Sprachkompetenz mit frei wählbaren Sprachen)
- Berufsspezifische Fähigkeiten (Praxisnahe Aufgaben aus dem jeweiligen Berufsfeld)
- Potenzial (Logisches Denken, Merkfähigkeit, Konzentration, Wahrnehmung, Vernetztes Denken, Umgang mit komplexen Situationen)

Folgende Berufsfelder sind zurzeit verfügbar: Technologie (Informatik, Elektronik oder Mechanik), Wirtschaft und Verwaltung, Gesundheit (HF).
Durchführung: Die oberen beiden Module werden in einem Multicheck Testcenter oder online beim entsprechenden Arbeitgeber durchgeführt. Es sind sowohl Einzel- als auch Gruppenabklärungen möglich.
Persönlichkeit (0,75 Std.)
- Lern-/Leistungsmotivation und Sozialkompetenz

Durchführung: Die Multicheck Persönlichkeitsanalyse kann mittels eines Logins online durchgeführt werden – ohne Zeitdruck. Da es sich um eine Selbsteinschätzung handelt, ist keine standardisierte Testumgebung nötig. Dieses Modul kann natürlich auch in einem Multicheck Testcenter oder beim entsprechenden Arbeitgeber durchgeführt werden.
Business Simulation (5–8 Std.)
- Fallbeispiel aus der Praxis zur Beurteilung des Entscheidungsverhalten

Assessment-Center (5–8 Std.)
- Verhalten einer Mehrzahl von Teilnehmern in Bezug auf vorher definierte Anforderungen

360-Grad-Feedback (0,75 Std.)
- Rückmeldung aus unterschiedlichen Perspektiven über die eigene Leistung, das Verhalten und das Potenzial

Die oberen drei Module wenden sich in erster Linie an Personalverantwortliche, die mit diesen umfangreichen Instrumenten die Eignung mehrerer Bewerber analysieren möchten. Sie können je nach Bedarf in die Abklärung mit einbezogen werden. Die Durchführung findet in den Räumlichkeiten des entsprechenden Arbeitgebers oder der Multicheck AG statt.
Auswertung: Die Kandidaten erhalten innerhalb von 5 bis 7 Arbeitstagen das Zertifikat zusammen mit der schriftlichen Rechnung zugesandt. Arbeitgeber, welche die Kompetenzanalyse in ihren Personalauswahl- und/oder Personalentwicklungsprozess integriert haben, können die Ergebnisse unmittelbar nach der Durchführung abrufen. Die Ergebnisse werden in Form von einfach lesbaren Grafiken auf wenigen Seiten präsentiert und durch eine Interpretationshilfe ergänzt. Die Darstellung ermöglicht eine schnelle und präzise Beurteilung der erzielten Ergebnisse, wobei es den Personalverantwortlichen freisteht, die Teilergebnisse unterschiedlich zu gewichten. Damit können auch spezielle Anforderungen berücksichtigt werden.

## Geschichte
1996 wurde Multicheck als einfache Gesellschaft von Bernhard Hählen gegründet. Die ersten Eignungsanalysen wurden für angehende Berufslernende im Berufsfeld Informatik entwickelt und an der BAM (Berner Ausbildungsmesse) eingesetzt. Pro Jahr wurden über Tausend Kandidaten getestet. Ein weiteres Einsatzgebiet fand der Test in der Frauenförderung.
In den folgenden Jahren wurde der Test weiterentwickelt. Es folgten die TCBE-Eignungsanalyse für Informatiker und die VSRT-Eignungsanalyse für die Schnupperlehre als Multimediaelektroniker.
1999 wurde die erste Eignungsanalyse für das Berufsfeld Kauffrau/Kaufmann für die Firma Credit Suisse entwickelt. Die Weiterentwicklung erfolgte in Zusammenarbeit mit der Credit Suisse, UBS, Raiffeisen, Migrosbank und der Coop Bank (heute: Bank Cler). Zudem erfolgte in Zusammenarbeit mit Ascom, SBB, Swisscom und der Bandgenossenschaft die Entwicklung des Grundlagentests (heute: Eignungsanalyse Multicheck Junior Technisch).
2001 wurde die Multicheck GmbH gegründet. Es folgten die Entwicklung der Multicheck Junior Eignungsanalyse für das Berufsfeld Detailhandel, in Zusammenarbeit mit Migros und Coop, sowie für die Berufsfelder Gewerbe, Gesundheit und Beauty.
Der Sprung nach Deutschland gelang der Multicheck GmbH 2009. Zudem unterstützt die Multicheck GmbH die gemeinnützige Organisation Aiducation International bei der Suche nach High Potentials in Kenia.
Ende 2010 wurde die Multicheck AG gegründet.
Am 31. Januar 2012 öffnete die Multicheck AG das Karriereportal GATEWAY. Auf GATEWAY können Jugendliche kostenlos ihre Bewerbungsmappe erstellen, alle relevanten Dokumente für die Lehrstellensuche hochladen und interessante Ausbildungsunternehmen oder Lehrstellen in der Schweiz und Deutschland finden. GATEWAY wurde mit dem Gedanken entwickelt, stellensuchende Jugendliche und Ausbildungsbetriebe zusammenzuführen. Aktuell absolvieren rund 30‘000 Schüler eine Multicheck Junior Eignungsanalyse, deren Zertifikat sie anschliessend den Bewerbungsunterlagen beilegen. Diese Jugendlichen erhalten auf Wunsch direkt einen Zugang zum GATEWAY. Ausserdem hat die Multicheck AG einen Berufswahltest entwickelt, der kostenlos an Schulen und im Vorfeld von verschiedenen Berufsmessen zur Berufsorientierung angeboten wird. Auch diese Jugendlichen können sich direkt in den GATEWAY einloggen. Dadurch erhalten die Ausbildungsunternehmen Zugang zu einem grossen Pool von potenziellen Lernenden.

## Wissenschaft
Der Check wurde wissenschaftlich kaum auf die Probe gestellt. 2006 wurde die Multicheck Junior Eignungsanalyse an der Universität Bern einer wissenschaftlichen Überprüfung unterzogen. In einer Masterarbeit aus dem Jahr 2014 wird die Aussagekraft des Tests stark angezweifelt.

## Kritik
Das Unternehmen hat in der Schweiz eine führende Stellung in der Auswahl von angehenden Berufsleuten erreicht. Es steht vor allem bei der Multicheck Junior Eignungsanalyse in der Kritik.
Kritikpunkte sind:
- Die Kosten für die Eignungsanalysen in Höhe von 100 SFr werden von den Jugendlichen getragen und nicht von den Unternehmen, die die Analyse verlangen.
- Die Eignungsanalyse wird bei einzelnen Unternehmen bei der Personalauswahl zu stark gewichtet.
- Die sozialen Kompetenzen und Verhaltensmerkmale von Jugendlichen werden nicht beurteilt.
- Wenn ein Kandidat sich für Berufe aus verschiedenen Berufsrichtungen interessiert, muss er mehrere Tests absolvieren.
- Die Testresultate sind Tagesform  abhängig.
- Wie ein Resultat zustande kommt, ist nicht überprüfbar und es gibt keine Auswertung der Prüfung auf der erkennbar wäre, wo die Schwächen der Geprüften liegen.

Die Fachkommission Beratung und Diagnostik, welche zum Schweizerischen Dienstleistungszentrum Berufsbildung / Berufs-, Studien- und Laufbahnberatung (SDBB) der Schweizerischen Konferenz der kantonalen Erziehungsdirektoren (EDK) gehört (wie auch ein Vertreter des Dachverbandes Lehrerinnen und Lehrer Schweiz) kritisierte den Test aufgrund mangelnder Transparenz und Nachvollziehbarkeit der Ergebnisse: „Es können zwar Aussagen dazu gemacht werden, ob die schulischen und intellektuellen Anforderungen gemäss Multicheck erfüllt sind oder nicht, und wie der Arbeitsstil bei der Testdurchführung ausgefallen ist. Die Hintergründe und damit die Güte der Aussagen bleiben jedoch unklar.“
Martina Krieg, Leiterin Schulentwicklung im Amt für gemeindliche Schulen im Kanton Zug, kritisiert zudem, dass der Test Kompetenzen prüft, die Schüler und Schülerinnen bei der Durchführung des Testes noch nicht geübt haben. So werde das Bestehen des Testes zur Glücksache und das Schulzeugnis verliere an Gewicht, obwohl das Zeugnis viel aussagekräftiger als der Multicheck sei.